# Barbiecore

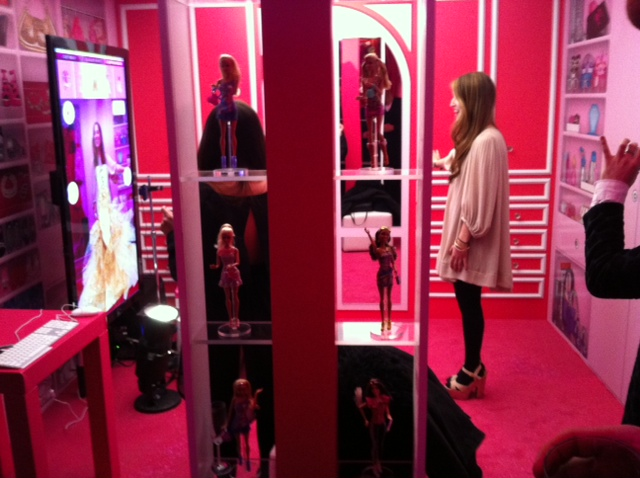
Interaktive Modeinstallation „Barbie Dream Closet“ auf der New York Fashion Week 2012 – ein früher Vorläufer des späteren Barbiecore-Trends.

Barbiecore ist ein Mode- und Designtrend, der sich durch auffällige Rosa- und Pinktöne, nostalgische Ästhetik und feminisierte Stilmittel auszeichnet. Der Trend erlebte seinen Höhepunkt ab dem Jahr 2022 im Vorfeld des Films Barbie, wurde jedoch bereits in früheren Jahrzehnten durch die Barbie-Puppe und ihren kulturellen Einfluss vorbereitet. Plattformen wie TikTok und Instagram spielten eine zentrale Rolle bei der Verbreitung des Trends.

## Merkmale
Der Barbiecore-Stil zeichnet sich durch eine auffällige Farbpalette aus – insbesondere leuchtendes Pink –, kombiniert mit Elementen wie Plateau-Heels, Glitzer, enger Kleidung, Mini-Kleidern und Accessoires im Y2K- oder 80er-Jahre-Stil. Der Look gilt als verspielt, glamourös und betont bewusst stereotyp weiblich.

## Herkunft und Entwicklung

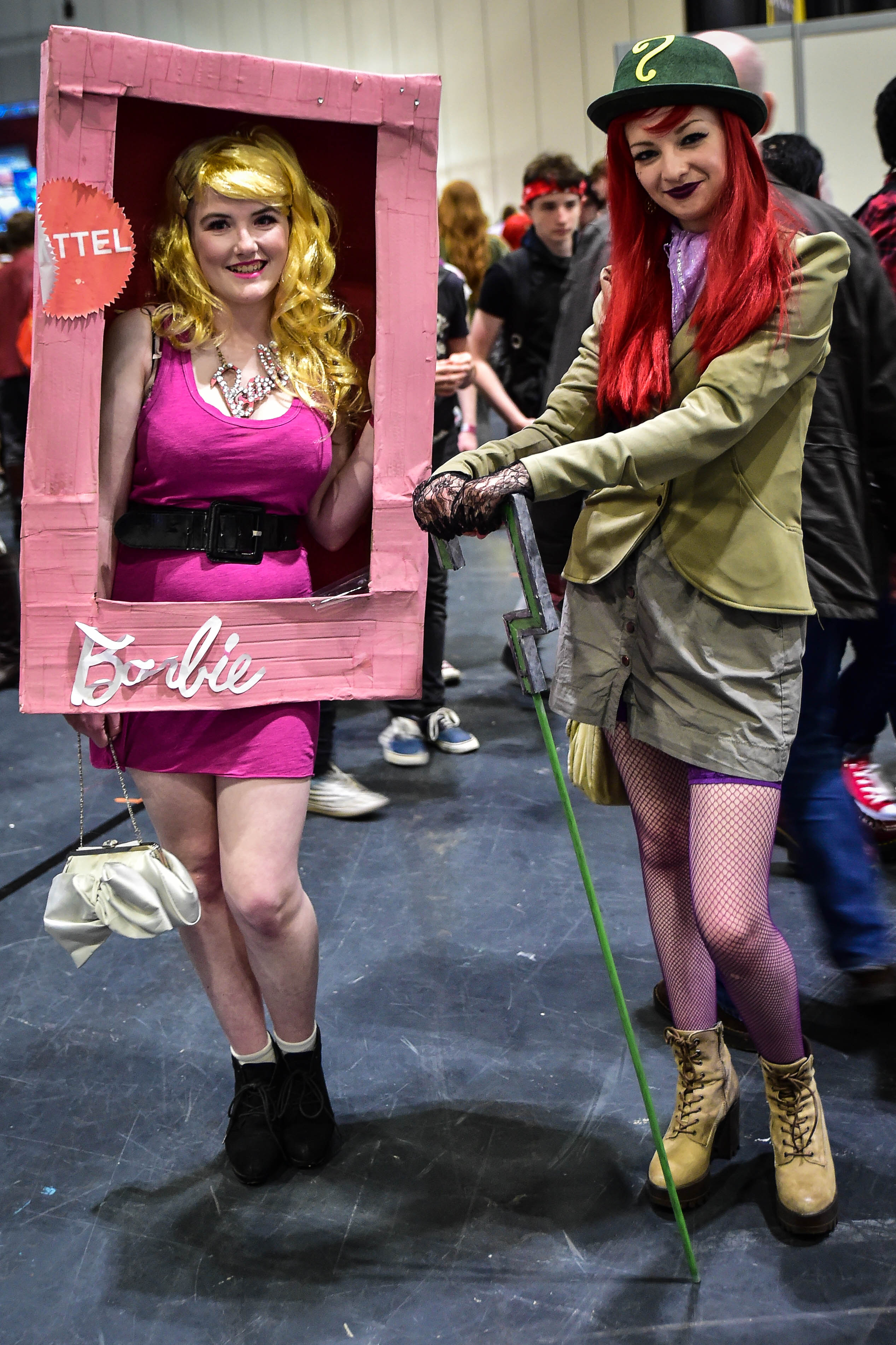
Barbie-inspirierte Darstellung auf der London Comic Con – ein früher Ausdruck barbiecore-typischer Ästhetik, 2015

Die Ursprünge des Barbiecore-Trends liegen in der jahrzehntelangen popkulturellen Wirkung der Barbie-Puppe seit den 1950er-Jahren. Bereits in den 1990er- und 2000er-Jahren wurde ein pinkfarbener, mädchenhafter Look mit Barbie assoziiert. Als Modephänomen tauchte der Begriff „Barbiecore“ erstmals im Zusammenhang mit Social Media und Trendanalysen im Jahr 2022 auf.
Der Hype um den Barbie-Film von Greta Gerwig mit Margot Robbie in der Hauptrolle sorgte ab 2022 für ein starkes Comeback des Barbiecore-Stils. Auch die „Pink PP“-Kollektion des italienischen Designers Pierpaolo Piccioli für Valentino trug erheblich zur Popularisierung bei.

## Gesellschaftliche Bedeutung
Barbiecore wird sowohl als Ausdruck von Empowerment als auch als potenziell regressives Schönheitsideal diskutiert. Befürworter sehen im Stil ein spielerisches Wiederaneignen weiblicher Ästhetik. Kritiker betonen hingegen die Gefahr der Reproduktion klischeehafter Geschlechterrollen.

## Barbiecore im Produktdesign und Wohnstil

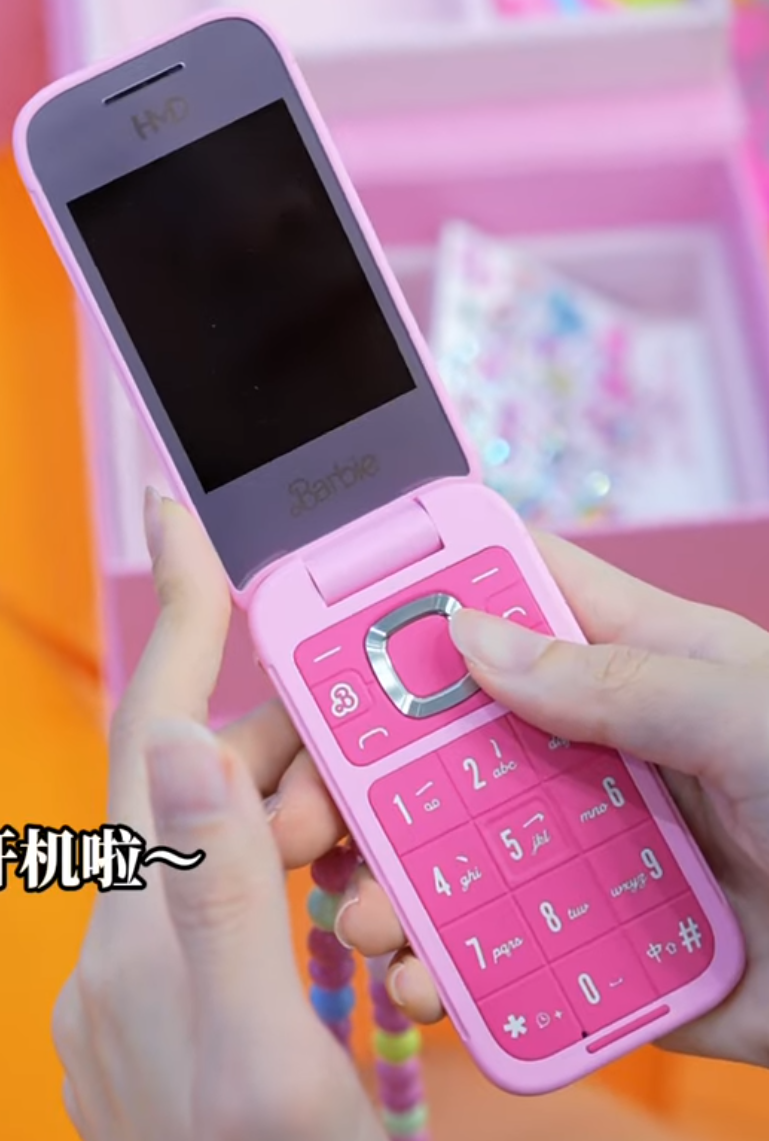
Ein Barbie-Handy – ein Beispiel für die Markenästhetik, die im Rahmen des Barbiecore-Trends aufgegriffen wurde

Der Trend beschränkte sich nicht auf Kleidung, sondern fand auch in der Innenarchitektur und im Produktdesign Ausdruck. Charakteristische Merkmale sind hier der Einsatz von Rosa- und Pastelltönen, dekorative Elemente mit Glitzeroptik sowie eine an frühere Jahrzehnte angelehnte Retroästhetik. Diese Gestaltungselemente orientierten sich häufig an der visuellen Sprache der Barbie-Marke und wurden etwa in Möbelstücken, Wohnaccessoires oder technischen Alltagsprodukten umgesetzt.